# Fameg
Fameg – istniejąca od 1881 r. fabryka mebli w Radomsku specjalizująca się w produkcji mebli. Oferta handlowa obejmuje 500 typów krzeseł, foteli, bujaków, stołków barowych, wieszaków oraz stolików, a także meble skrzyniowe. Zakład zajmuje się produkcją mebli stolarskich, głównie giętych oraz tapicerowanych.

## Historia

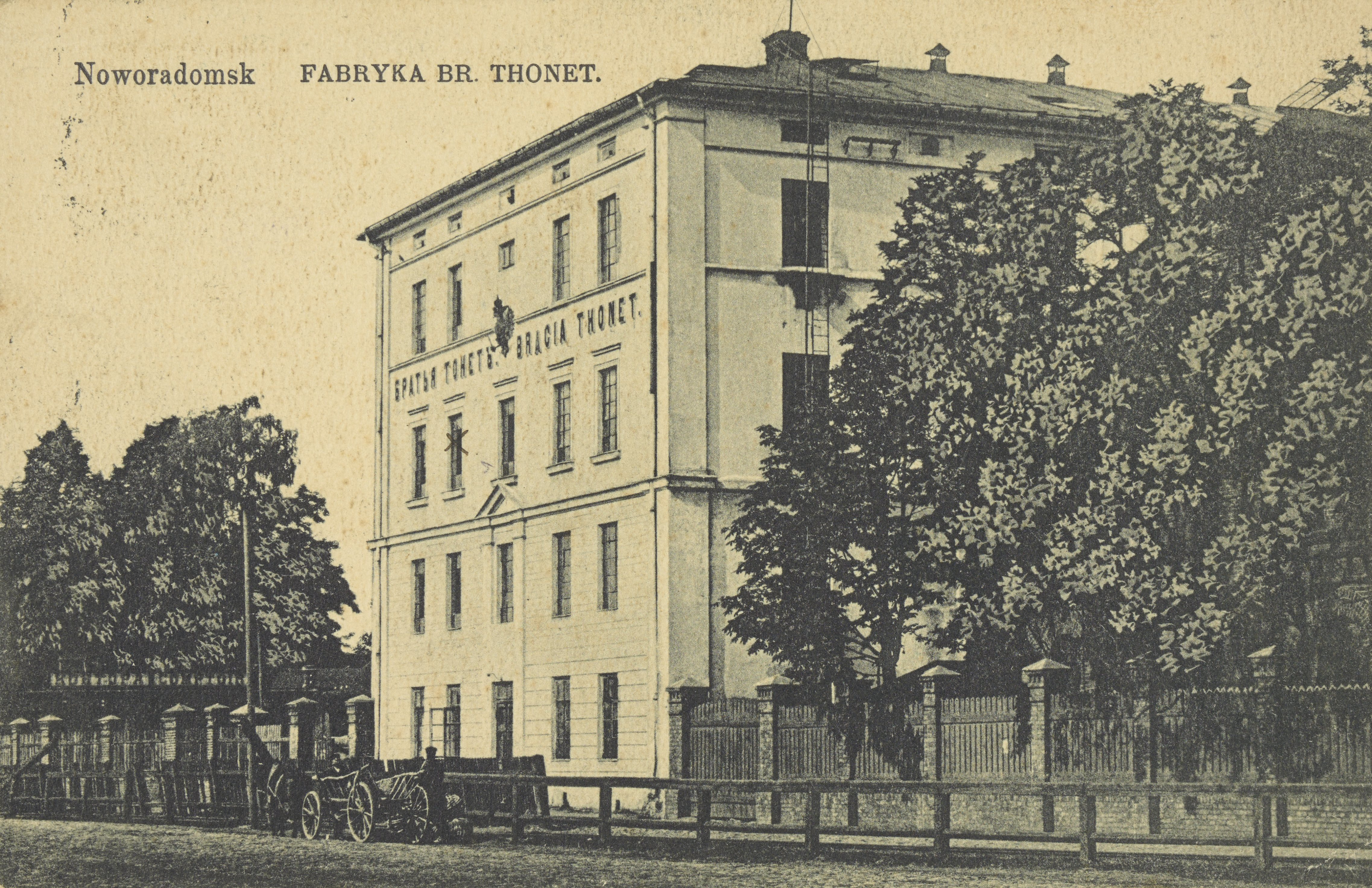
Fabryka Thonet około 1906–1914

Historia zakładu wiąże się z osobą technologa i projektanta Michaela Thoneta – utalentowanego wiedeńskiego prekursora metody formowania drewna bukowego. Pierwotnie tworzone przez niego meble opierały się na gięciu forniru przy wykorzystaniu pary wodnej, jednak prawdziwy przełom stanowił patent z 1856 roku na gięcie bukowych pałąków.
Kontynuatorami dzieła Michaela Thoneta byli jego synowie – August, Josef, Michael, Franz oraz Jakob. Ogromna popularność mebli robionych techniką gięcia na gorąco sprawiła, że bracia zaczęli zakładać w Europie kolejne fabryki mebli – również w Polsce. W 1881 roku kupili oni w Radomsku nieruchomość z młynem parowym, który został przystosowany do produkcji mebli. W pobliżu niego wybudowali nowe obiekty – powstała duża Fabryka Mebli Giętych „Bracia Thonet”. Obszar uznano za szczególnie atrakcyjny z uwagi na dostępność surowca. Thonetowska wytwórnia przyczyniła się do powstania dużego ośrodka meblarstwa w Radomsku.
W 1913 roku w Radomsku uruchomiono Zakład Produkcji Mebli Giętych „Ksawery Wünsche i S-ka” oraz dużą wytwórnię mebli giętych „Mazowia”, która w 1939 roku została zamknięta. W 1923 roku doszło do fuzji Gebrüder Thonet z konkurencyjną manufakturą Mundus. Zakłady „Thonet – Mundus” oraz „Ksawery Wünsche i S-ka” działały do końca II wojny światowej. W 1945 roku zostały znacjonalizowane i działały jako samodzielne przedsiębiorstwa pod nazwami Fabryka Mebli Giętych Nr 1 (dawny „Thonet”) oraz Fabryka Mebli Giętych Nr 2 (d. „Wünsche”).
W 1945 roku zakłady poddane zostały pod nowy zarząd, a w roku 1948 przeszły całkowitą nacjonalizację. Jednocześnie zainicjowano budowę nowego zakładu o nazwie Radomszczańskie Zakłady Mebli Giętych „Fameg” w budowie (nazwa pochodzi od słów Fabryka Mebli Giętych). Budynek oddano do użytku dopiero w 1960 roku. W międzyczasie, 1 stycznia 1951 roku doszło do połączenia historycznych fabryk dawnego „Thoneta” oraz „Wünsche i S-ka”. Manufaktura zyskała nazwę Radomszczańskie Zakłady Przemysłu Drzewnego. W 1958 roku, a więc jeszcze w trakcie budowy „Famegu”, scalono wspomniane wyżej fabryki pod wspólnym szyldem Zakładów Mebli Giętych.
Zmiany stanu zarządzania przedsiębiorstwem zostały zakończone w 1965 roku i aż do połowy lat 90. w skład przedsiębiorstwa w Radomsku wchodziły następujące zakłady produkcji mebli:
- Zakład Nr 1 (d. „Fameg” w budowie)
- Zakład Nr 2 (d. „Thonet”)
- Zakład Nr 3 (d. „Wünsche i S-ka”)

Zarządzeniem nr 2 Prezesa Rady Ministrów z dnia 25.11.1991 r. przekształcono państwowe Zakłady Mebli Giętych w Radomsku w jednoosobową spółkę Skarbu Państwa, a Rozporządzeniem Rady Ministrów z dnia 18.08.1993 roku (Dz.U. nr 78, poz. 368) Zakłady Mebli Giętych „Fameg” S.A. zostały wyznaczone przez Radę Ministrów (w I grupie 195 przedsiębiorstw) do udziału w Programie Powszechnej Prywatyzacji poprzez Narodowe Fundusze Inwestycyjne. W 1995 roku spółka została wybrana do Narodowego Funduszu Inwestycyjnego Progress S.A. z siedzibą w Warszawie. W dniu 12.09.1995 r. Sąd Rejonowy dla m.st. Warszawy zarejestrował podwyższenie kapitału akcyjnego i wniesienie akcji spółki do Narodowych Funduszy Inwestycyjnych.
Pod koniec 1998 roku akcje spółki zostały dopuszczone przez Komisję Papierów Wartościowych (KPW) do publicznego obrotu. Nie są jednak notowane na Giełdzie Papierów Wartościowych (GPW). W czerwcu 2002 roku związki zawodowe, działając w imieniu pracowników, nabyły od NFI Progress S.A. oraz NFI Jupiter S.A. akcje spółki, stając się obok Skarbu Państwa największymi jej akcjonariuszami.

## Podstawowe produkty
Zakład od początku swojej historii opierał sprzedaż na meblach siedziskowych, zwłaszcza krzesłach i fotelach giętych stolarskich lub tapicerowanych. W okresie po II Wojnie Światowej fabryki pod zarządem państwowym realizowały cele Centralnego Zarządu Przemysłu Meblarskiego następnie przekształconego w Zjednoczenia Przemysłu Meblarskiego – organ gospodarki centralnej w okresie Polskiej Rzeczypospolitej Ludowej. Produkcja trafiała zarówno na rynek krajowy, jak i zagraniczny, na Zachód, jak i na Wschód, często w znacznych nakładach (350 000).
W latach 1999–2001, 53,5–63,3% sprzedaży stanowiła sprzedaż krzeseł. Pozostałe produkty, o mniej znaczącym udziale w sprzedaży mebli giętych, były to fotele, taborety i wieszaki.
Głównym produktem w grupie mebli tapicerowanych były krzesła, w której to grupie znajdowały się w przeważającej większości krzesła stolarskie, a ponadto krzesła gięte posiadające obicia tapicerowane. W latach 1999–2001, o mniej znaczącym udziale w sprzedaży, były fotele nie rozkładane, do których zaliczane są także fotele o konstrukcji mebla giętego, posiadające element obicia tapicerowanego.Głównym produktem w grupie mebli specjalnych były fotele teatralne i kinowe; których udział w wartość sprzedaży mebli ogółem był nieznaczny i wyniósł w 2001 roku 0,5%.
W ofercie firmy znajduje się m.in. krzesło numer 4, które zostało zaprojektowano przez Michaela Thoneta w 1849 roku jako pierwszy mebel z drewna giętego na potrzeby wnętrza miejsca publicznego.

## Główne rynki zbytu
W 2002 roku eksport Famegu stanowił ok. 76% sprzedaży i realizowany był do 29 krajów świata poprzez 112 firm importujących. Największymi rynkami eksportowymi w 2002 roku były:
| Rynek                          | Udział |
| ------------------------------ | ------ |
| IKEA Szwecja                   | 29,90% |
| Wielka Brytania                | 22.60% |
| USA                            | 16,60% |
| Niemcy                         | 8,30%  |
| Holandia                       | 3,60%  |
| Japonia                        | 2,90%  |
| Pozostali odbiorcy zagraniczni | 16,10% |

| Na rynku krajowym   | Udział | Na rynku zagranicznym | Udział |
| ------------------- | ------ | --------------------- | ------ |
| Krzesła gięte       | 43,0%  | Krzesła gięte         | 58,5%  |
| Krzesła tapicerskie | 41,0%  | Krzesła tapicerskie   | 7,8%   |
| Krzesła stolarskie  | 12,0%  | Krzesła stolarskie    | 33,7%  |
| Meble specjalne     | 3,5%   | Meble specjalne       | 0,0%   |

## Proces byłych członków zarządu spółki Fameg
Prokuratura Okręgowa w Piotrkowie Trybunalskim w dniu 30 grudnia 2008 r. skierowała do Sądu Okręgowego w Piotrkowie Trybunalskim akt oskarżenia (sprawa dotyczy 2005 roku) przeciw czworgu byłym członkom zarządu S.A Fameg. Zarzuciła im niegospodarność i działanie na szkodę firmy (doprowadzenie jej do straty co najmniej 2 mln zł). Prokuratura zastrzeżenia miała m.in. do utworzenia spółki z o.o. (m.in. jej udziały są zbywane w przetargu) i warunków przeniesienia do niej części majątku spółki akcyjnej. Chodziło o utworzenie spółki zależnej od Fameg S.A – spółki Fameg z o.o., do której przeniesiono składniki majątkowe spółki-matki, a także bieżącą produkcję i zawarte wcześniej umowy produkcyjne, co spowodowało niewypłacalność spółki Fameg S.A i uniemożliwiło zaspokojenie roszczeń ponad stu wierzycieli Famegu, wśród których były m.in. kooperujące z firmą przedsiębiorcy i banki.
2 lipca 2009 Syndyk masy upadłościowej próbował sprzedać firmę po raz drugi za 42 miliony złotych. W poprzednim przetargu oczekiwał minimum 54 mln zł. Wówczas chętnych nie było.

## Czasy współczesne
W 2012 właścicielem Fameg sp. z o.o. został Tadeusz Polanowski. Firma zatrudniała w marcu 2020 roku ponad 600 pracowników. Fameg nadal odwołuje się do niemal 140-letniej thonetowskiej tradycji, ale również sięga po zaawansowane technologie. Kolekcje krzeseł powstają we współpracy z projektantami i są nagradzane na międzynarodowych konkursach designu.

## Nagrody
- 2018 – Must Have za krzesło i fotel 1621 (projekt Mowo Studio)[15]
- 2019 – German Design Award(inne języki) Special 2019 za kolekcję NOD (projekt: Pawlak & Stawarski)[16]
- 2019 – Must Have za kolekcję NOD (projekt: Pawlak & Stawarski)[17]
- 2019 – Must Have za kolekcję mebli dziecięcych NINO (projekt Mowo Studio)[17]
- 2020 – Must Have za fotel Tulipan reedycja 2020 (projekt: Teresa Kruszewska)[18]
- 2020 – German Design Award(inne języki) 2020 w kategorii „Excellent Product Design” za kolekcje ARCH (projekt: Pawlak & Stawarski) oraz PALA (projekt: Muka Design Lab) w kategorii „Excellent Product Design”[19]